# Cesarz i zabójca
Cesarz i zabójca (chiń. upr. 荆轲刺秦王; chiń. trad. 荊軻刺秦王; pinyin Jīng Kē cì Qín Wáng) – chiński dramat historyczny w reżyserii Chena Kaige z 1998 roku, luźno oparty na historii Jing Ke, niedoszłego zabójcy pierwszego cesarza Chin.

## Fabuła
W III wieku p.n.e. Ying Zheng, spadkobierca Królestwa Qin, pragnie dominacji nad pozostałymi sześcioma chińskimi królestwami. Strategią Yinga jest stworzenie pozoru, że jest on niezwyciężony. Ying posyła swoją konkubinę Zhao do Królestwa Han jako szpiega, by zjednała sobie zamachowca, którego on będzie mógł pokonać. Zhao przekonuje Jing Ke, ale zarazem się w nim zakochuje.

## Obsada
Źródło: Filmweb
- Ding Haifeng – Qin Wuyang
- Gu Yongfei – Królowa Matka
- Lü Xiaohe – Generał Fan Yuqi
- Zhang Fengyi – Jing Ke
- Li Xuejian – Ying Zheng
- Zhao Benshan – Gao Jianli
- Chen Kaige – Lü Buwei
- Gong Li – Pani Zhao
- Pan Changjiang – urzędnik w więzieniu
- Wang Zhiwen – Markiz Changxin
- Sun Zhou – Dan, książę Yan
- Zhou Xun – niewidoma dziewczyna

## Wyróżnienia
Źródło: Filmweb
- 1999 – nominacja do Złotej Palmy
- 2000 – nominacja do BIFA w kategorii najlepszy zagraniczny film obcojęzyczny
- 2000 – nominacja do Satelitów w kategoriach najlepszy film zagraniczny, najlepsza scenografia (Tu Juhua i Ji Weihua), najlepsze kostiumy (Mo Xiaomin) i najlepszy dźwięk (Tao Jing)
- 2000 – nominacja do Złotej Szpuli w kategorii najlepszy montaż dźwięku w filmie zagranicznym